# Bing Slamet

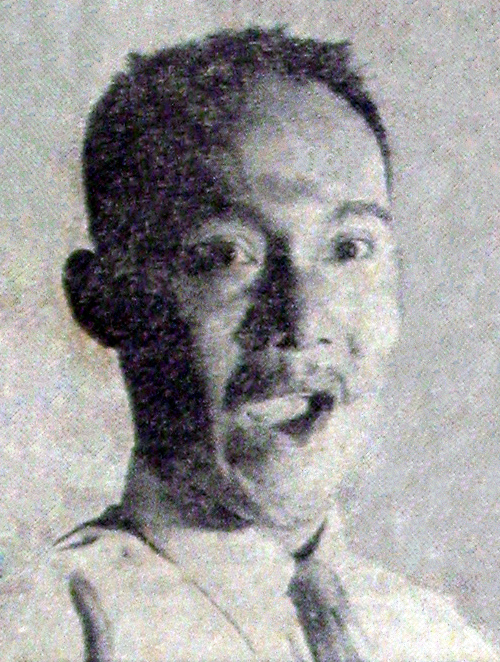
Bing Slamet en 1958

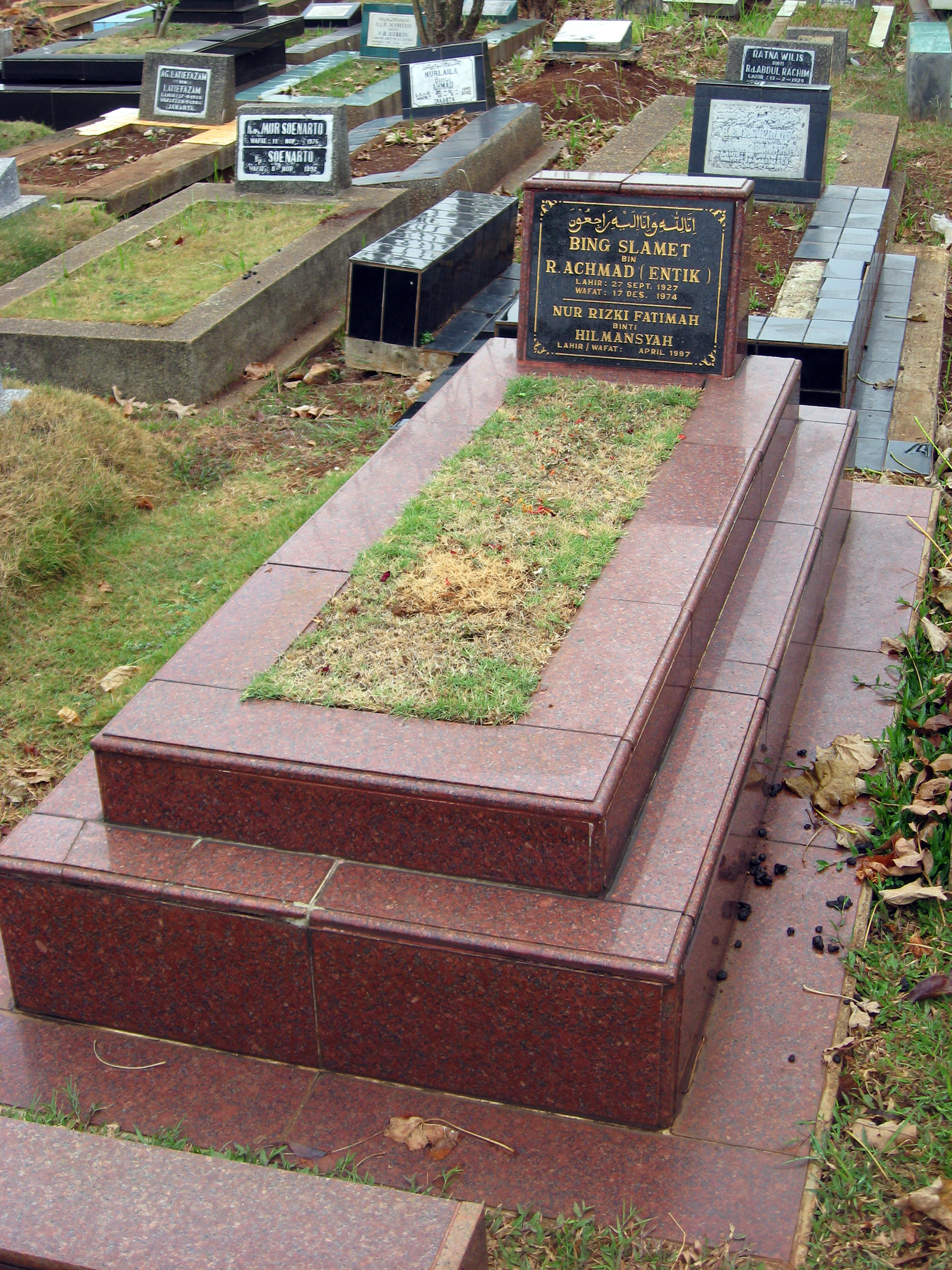
Tumba de Bing Slamet en el Cementerio de Karet Bivak

Bing Slamet (nacido en Cilegon, Banten, el 27 de septiembre de 1927 † facellecido en Yakarta, el 17 de septiembre de 1974), cuyo nombre verdadero era Ahmad Albar Syech. Fue un famoso cantautor indonesio uno de los maestros de su tiempo en su natal Indonsia, que formó parte de una banda llamada Kwartet Jaya, integrada junto a Ateng, Iskak y Eddy Sud. Su nombre fue conocido cuando la primera vez se unió a la banda Eka Sapta que comenzó en 1963, junto con los nombres de algunos famosos como Yamin Wijaya, Ireng Maulana, Itje Kumaunang, Benny Mustafa e Idris Sardi. Además, participó en el cine de género comedia en la era entre los años 1960 y 1970. Para recordar TITIEK PUSPA creó la canción titulada Bing.

## Discografía
thumb|Cover Album Bing Slamet dengan Eka Sapta Band

### Álbumes
- Menanti Kasih (Lokananta)
- Nurlaila (Irama Records)
- Puspa Ragam Lagu Indonesia No 49 'Seruan Gembala' (Irama -IRA 65)
- Puspa Ragam Lagu Indonesia No 50 'Aju Kesuma' (Irama -IRA 66)
- Kr Moritsu - Bing Slamet dan Orkes Kerontjong M Sagi (Irama - IRK 125-1)
- Es Lilin/Panon Hideung - Bing Slamet & Melodi Ria (Gembira Records RN 003)
- Varia Malam Eka Sapta Nonstop Revue (Bali Record BLM 7002)
- Kisah Pasar Baru Feat. Pajung Fantasi (Irama Records)
- Eka Sapta - Eka Sapta (Mutiara ML 1001)
- Burung Kutijija - Eka Sapta (Mutiara MEP 007)
- Kasih Remadja - Eka Sapta (Bali Record BER 007)
- Souvenir Pemilu 1971 Feat. Pohon Beringin
- Bing dan Giman Bernyanyi - Eka Sapta (Bali Record 008)
- Bing Slamet dan Eka Sapta - Eka Sapta (Bali Records BLM 7103)
- Romi dan Juli - Titiek Puspa & Bing Slamet (Canary Record TCC 1032)
- Album Kenang-kenangan Bing Slamet - Bali Record BCC01
- Bing Slamet Tersayang - MGM Records

### Álbumes con
- MARI BERSUKA RIA dengan Irama Lenso (Irama LPI 17588) (1965)
- GAJAH DUNGKUL - Titik Puspa, Bing Slamet dan Indonesia Tiga. (BALI record BLP 7005)
- Mak Tjomblang - Bing Slamet dan Maya Sopha (Bali Record/Remaco)

### Colección de álbumes
- MERATAP SUNYI. (Ilhamku. -Irama. LPI. 17506)
- ANEKA 12 Volume 5. (Feat. Nonton Bioskop; Sri Rahayu.-Remaco RLL-015)

## Filmografía
- Solo di Waktu Malam (Borobudur Film,1952)
- Di Simpang Djalan (Canary Film 1955)
- Melati Sendja (Refic Film,1956)
- Pilihlah Aku (Geliga Film,1956)
- Radja Karet dari Singapura (Olympiad 1956)
- Hari Libur (Anom Pictures,1957)
- Tiga Buronan (Perfini 1957)
- Bing Slamet Tukang Betjak (Golden Arrow, 1959) Nurlela, Diwajahmu Kulihat Bulan, Tukang Betjak
- Amor dan Humoir (Perfini 1961),
- Kisah Pelawak (PT Dara Mega Film 1961)
- Bing Slamet Merantau (Panah Mas Film 1962)
- Bunga Putih (PT Agora Film 1966)
- Hantjurnya Petualang (PT Sarinande Film 1966)
- 2 X 24 Jam (PT Bola Dunia Film 1967)
- Juda Saba Desa (Wahju Film 1967)
- Bing Slamet Setan Djalanan (Safari Sinar Sakti Film 1972)
- Ambisi (Safari Sinar Sakti Film 1973)
- Bing Slamet Dukun Palsu (Safari Sinar Sakti Film 1973)
- Bing Slamet Sibuk (Safari Sinar Sakti Film 1973)
- Bing Slamet Koboi Cengeng (Safari Sinar Sakti Film 1974)